# Association Guillaume Budé

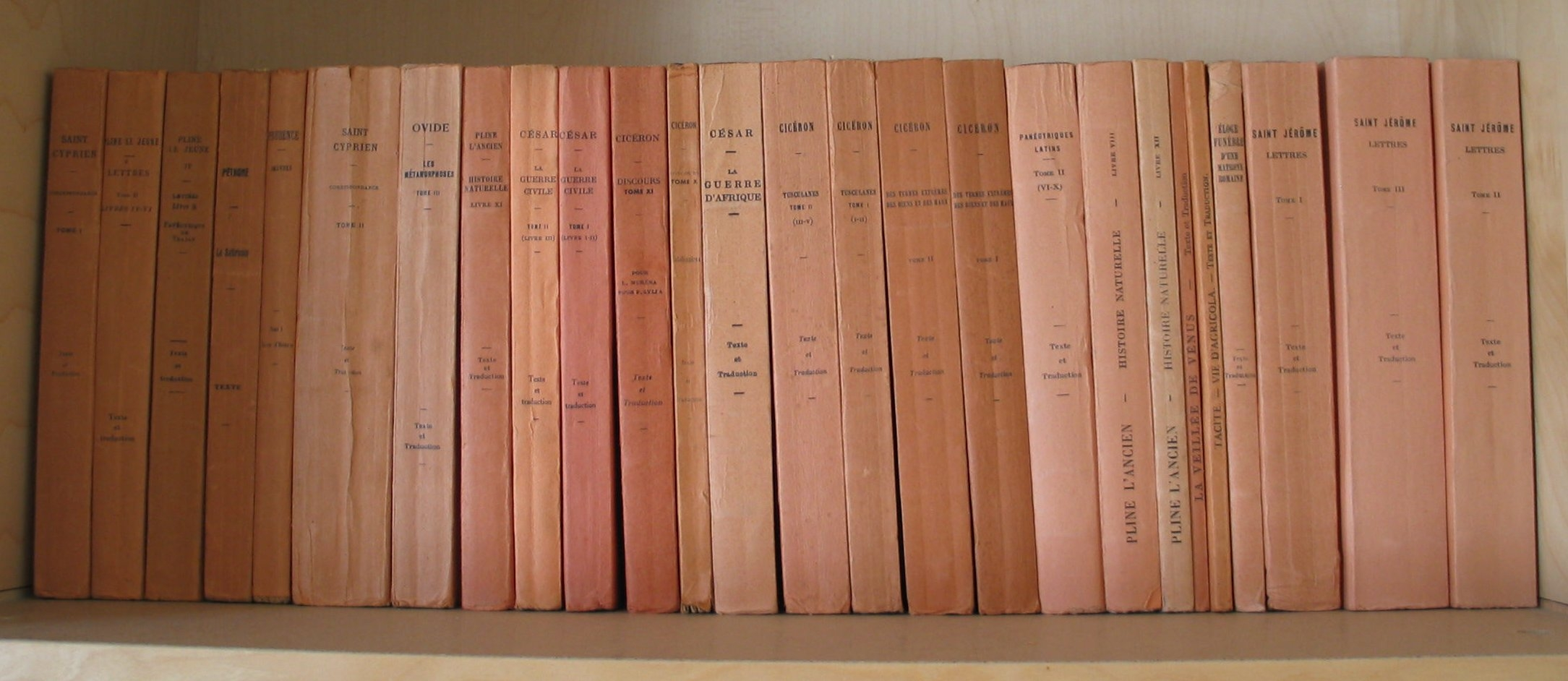
Einige Bände der lateinischen Reihe der Collection des Universités de France

Die Association Guillaume Budé ist eine kulturelle Vereinigung und eine Gelehrtengesellschaft mit dem Schwerpunkt auf dem Gebiet der Klassischen Philologie. Sie wurde im Jahr 1917 von den französischen Philologen Maurice Croiset, Paul Mazon, Louis Bodin und Alfred Ernout mit dem Ziel gegründet, das Erbe der Antike einem breiten Publikum bekannt zu machen und in wissenschaftlichen Publikationsreihen zu veröffentlichen. Benannt wurde sie nach dem Humanisten und ersten bedeutenden Übersetzer antiker Texte in die französische Sprache Guillaume Budé.
Zu den Publikationsreihen zählen die renommierte Collection des Universités de France (Collection Budé), eine Sammlung textkritischer Ausgaben griechischer und lateinischer Schriftsteller samt französischer Übersetzung und erklärenden Anmerkungen, die heute beinahe 750 Titel umfasst.
Weitere Reihen sind die Collection d’Études Anciennes, die Collection byzantine, die Auteurs Latins du Moyen-Âge und Les Classiques de l’Humanisme.